# کارینه صافاریان
کارینه نیکلایی صافاریان (ارمنی: Կարինե Նիկոլայի Սաֆարյան؛  ۱۹۵۵) یک بازیگر اهل ارمنستان بود. وی بین سال‌های - تا - میلادی فعالیت می‌کرد.

## زندگی‌نامه
وی در ۱۹۵۵ در روستای آرارات به دنیا آمد . وی در تئاتر دولتی آمو خارازیان آرتاشات  و تئاتر آرتیستی مهر مکرتچیان ایروان فعالیت کرده است. 